# Region Bono
Region Bono – jeden z szesnastu regionów Ghany, wydzielony w 2018 roku z Regionu Brong-Ahafo. Według spisu z 2021 roku liczy ponad 1,2 mln mieszkańców. Stolicą regionu jest Sunyani. Inne większe miasta, to: Berekum, Wenchi, Dormaa Ahenkro i Nsuatre.

## Geografia
Region Bono graniczy z regionami: Savannah (północ), Bono Wschodnie (wschód), Aszanti (wschód), Ahafo (południowy wschód) i z Zachodnio-Północnym (południe). Od zachodu graniczy z Wybrzeżem Kości Słoniowej.
Swoim zasięgiem obejmuje większą część Parku Narodowego Bui, część leżącą na zachód od Czarnej Wolty. Pozostała część leżąca na wschód od Czarnej Wolty należy do Regionu Savannah.

### Podział administracyjny
W jego skład wchodzi 12 dystryktów:
- Dystrykt Banda
- Okręg miejski Berekum East
- Okręg miejski Dormaa Central
- Dystrykt Dormaa East
- Dystrykt Dormaa West
- Dystrykt Jaman North
- Okręg miejski Jaman South
- Okręg miejski Sunyani
- Okręg miejski Sunyani West
- Dystrykt Tain
- Okręg miejski Wenchi
- Dystrykt Berekum West

## Demografia
Według spisu w 2021 roku region zamieszkany jest głównie przez ludy Akan (73,3%), Mole-Dagbani (14,6%), Mande (5,2%) i Grusi (2,2%). 

### Religia
Struktura religijna w 2021 roku według Spisu Powszechnego:
- protestanci – 52% (29,5% zielonoświątkowcy i 22,5% pozostali),
- katolicy – 19,8%,
- muzułmanie – 12,8%,
- pozostali chrześcijanie – 9,5%,
- brak religii – 1,2%,
- religie etniczne – 0,64%,
- inne religie – 4%.